# نیدالاهید
نیدالاهید (به سوئدی: Nydalahöjd) یک منطقهٔ مسکونی در سوئد است که در بخش اومیا واقع شده‌است.